# Chiesa-oratorio di San Giuseppe (Ligornetto)
L'oratorio di San Giuseppe, precedentemente (e fino al XVIII secolo) dedicato alla Madonna, è un edificio religioso attestato sin dall'844 a Mendrisio, nel quartiere di Ligornetto.

## Storia
Citato come edificio consacrato alla Madonna a partire dal IX secolo, l'oratorio sorge su un precedente insediamento romano, testimoniato dal ritrovamento, avvenuto in due riprese nel XX secolo (fra il 1936 e il 1937 e poi nel 1973), di sepolture dell'epoca. L'edificio, tuttavia, è stato profondamente modificato nel corso dei secoli: l'attuale struttura viene fatta risalire al XVI secolo, ma ulteriori modifiche e ampliamenti (fra i quali va citata la realizzazione, intorno al 1660, della cappella di Sant'Antonio da Padova), sono posteriori. Nel 1897 la facciata venne ridipinta, modificando gli affreschi tardo-cinquecenteschi preesistenti, poi recuperati in parte nel XXI secolo. Nel 1980 l'edificio subì un restauro, che si concentrò prevalentemente sul tetto e sui dipinti conservati all'interno. Un ulteriore restauro, curato da Lino Caldelari e rivolto alla cura della facciata, iniziò nel 2008: le opere, che puntavano al ripristino dell'affresco secentesco, permisero di recuperarne la cornice originale e di scoprire l'esistenza di un ulteriore affresco, forse trecentesco, riportato alla luce solo in parte.

## Descrizione

### Esterni
L'edificio è dotato di una pianta longitudinale, con un coro quadrangolare. La facciata è dominata da tre affreschi che rappresentano Dio Padre, l'Annunciazione e la Crocifissione di Gesù coi santi Rocco e Sebastiano circondato da una cornice: sia quest'ultima che gli affreschi, opera forse di Giovanni Battista Tarilli, furono modificati nel XIX secolo da Silvio Gilardi e si sovrapposero a loro volta a opere la cui datazione risalirebbe al XIV secolo.

### Interni
La copertura della navata è a capriate scoperte, mentre la volta del coro è botte. L'altare in marmo e stucco, in stile barocco, è dotato di frontespizio e presenta decorazioni realizzate in più tempi: le figure dei Profeti Isaia e Zaccaria sono cinquecentesche come l'affresco con la Madonna in trono coi santi Lorenzo e Stefano, sorretto da angeli in stucco, che si trova fra le colonne; la scultura che rappresenta l'Annunciazione e l'Assunta affrescata sulla parte frontale sono secentesche; il paliotto in scagliola tripartito col monogramma della Vergine e le formelle che rappresentano i Misteri del Rosario sono settecenteschi; la mensa e il tabernacolo, infine, sono neoclassici. Sui fianchi dell'altare si trovano altri quattro affreschi secenteschi, San Fermo e San Nicola da Tolentino, nella parte inferiore, e San Domenico di Guzmán e Santa Caterina da Siena, nella parte superiore. La volta, infine, ospita dei tondi, realizzati nel 1930 da Cesarino Rusca, che rappresentano le Storie della Vergine e di san Giuseppe.
Interessanti anche le balaustre a cartiglio del presbiterio e delle cappelle laterali, opera di Antonio Monzini e della sua bottega risalente al 1741. Il piedritto che si trova a sinistra dell'arco trionfale, invece, ospita un pulpito in stucco dipinto tardo-settecentesco.

#### Le cappelle
Molto ricche di decorazioni sono anche le cappelle di San Giuseppe e Sant'Antonio da Padova, rispettivamente nella parte destra e in quella sinistra della navata. La prima, con volta a botte stuccata, ospita un altare in marmo disegnato da Giuseppe Salvatore Caresana e realizzato nel 1748 dal Provino, una nicchia con una statua di San Giuseppe in legno (1723) e una medaglia settecentesca nella volta che rappresenta la Gloria del Santo. La seconda, anch'essa con volta a botte stuccata, ospita invece un altare stuccato, sul quale spiccano le statue di San Bonaventura di Bagnoregio e San Luigi Vescovo, una nicchia con la statua di Sant'Antonio da Padova in legno (circa 1920) e diverse tele, fra le quali la Via crucis (1788), gli Evangelisti (XVIII secolo) e la Santissima Trinità (anch'essa settecentesca e ispirata allo stile di Giovanni Battista Bagutti). Il frontespizio della cappella conserva inoltre un San Francesco d'Assisi affrescato, mentre sulla volta si trovano gli affreschi secenteschi Angeli reggenti la corona del Rosario e Miracoli del santo titolare e la parete destra ospita un secentesco Miracolo del santo che rievoca la pittura di Giuseppe Antonio Petrini.